# Ilhas Izu
As Ilhas Izu (伊豆諸島, Izu-shotō) são um grupo de ilhas vulcânicas espalhadas pelo leste e sul da Península de Izu em Honshū, Japão. Administrativamente, elas formam duas cidades e seis vilas; todas partes da Prefeitura de Tóquio. A maior é Izu Ōshima, também chamada simplesmente de Ōshima.
Apesar de tradicionalmente serem referidas como as "Sete Izu" (伊豆七島, Izu Shichitō), há, no entanto, mais de uma dúzia de ilhas e ilhotas.

## Geografia

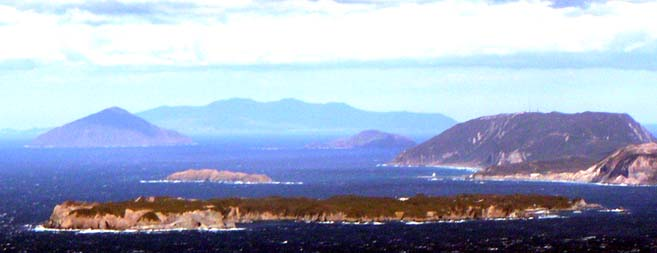
Shikinejima vista a partir de Kōzushima. A mais distante: Ōshima; à esquerda: Toshima; à direita: Nii-jima; a menor: Jinai-tō.

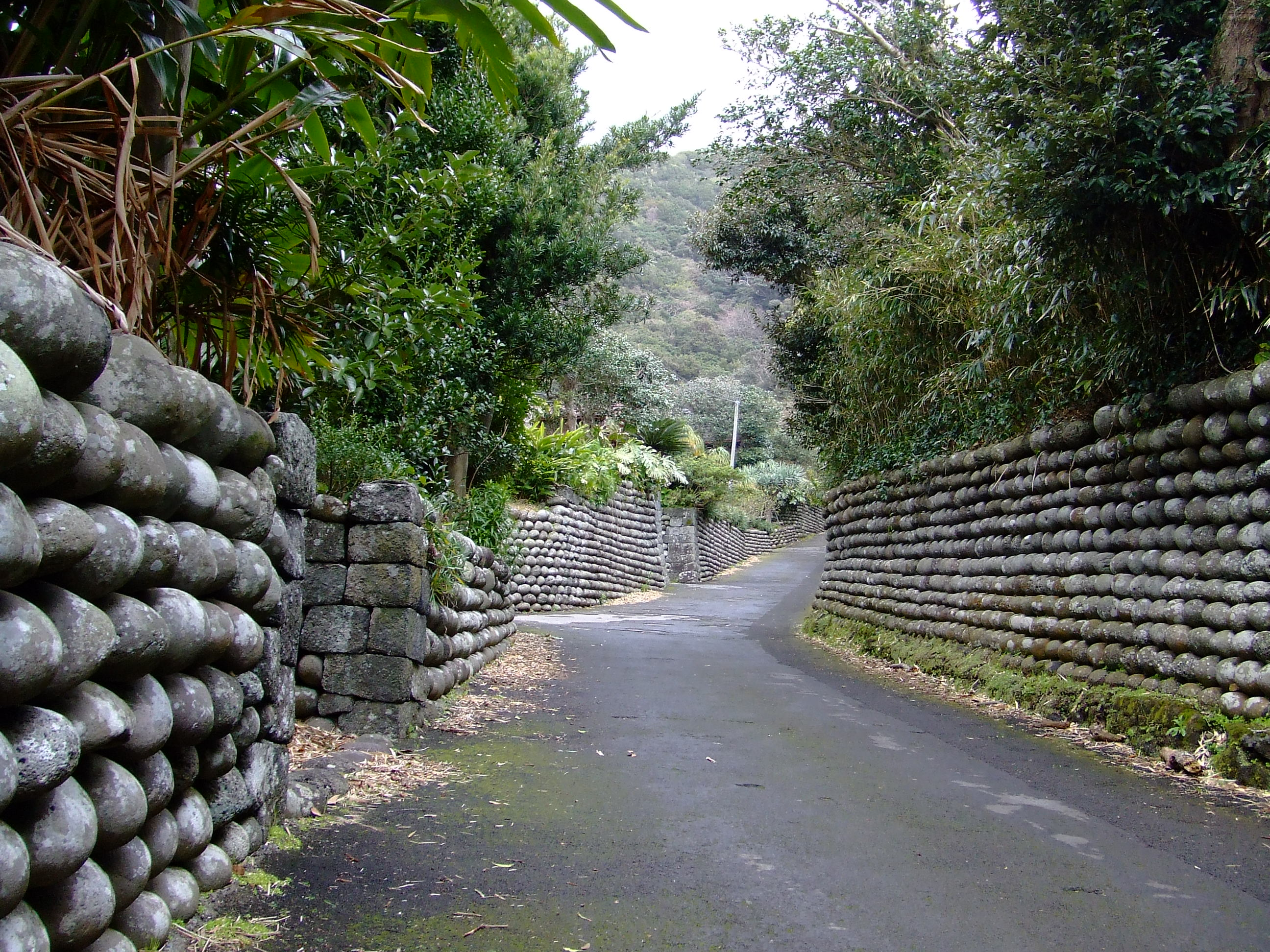
Muros construídos por exilados em Hachijo-jima

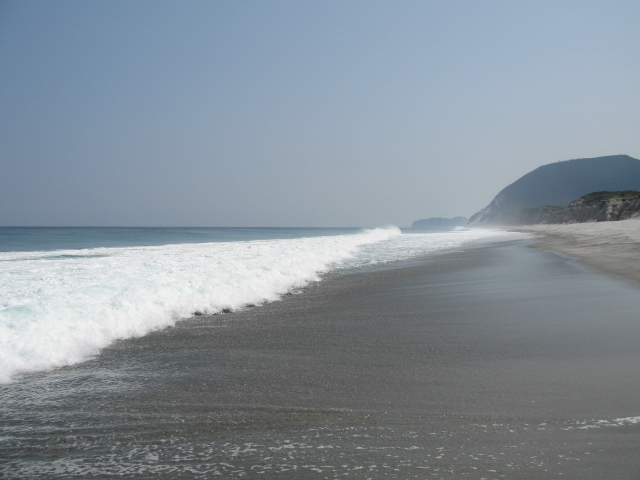
Uma praia em Nii-jima

As Ilhas Izu estão espalhadas pelo sul e leste da Península de Izu em Honshū e cobrem uma área de aproximadamente 301.56 km². Há nove ilhas habitadas com um total de 24.645 pessoas (estimativa de 2009) espalhadas por 296.56 km². A maior das ilhas é Izu Ōshima (8.346 habitantes, 91.06 km²), a menor é Toshima (292 habitantes, 4.12  km²). As tradicionalmente chamadas de "Sete Izu" são: Ōshima, Toshima, Niijima, Kozujima, Miyakejima, Hachijojima, e Mikurajima.
Cada uma das ilhas tem uma característica única: Ōshima é famosa por seu vulcão ativo, o Monte Mihara, e por suas camélias, Hachijojima é uma antiga colonia penal, Mikurajima é ótimo lugar para ver golfinhos, Nii-jima tem inúmeras praias, Kozujima tem praias de areia branca, Hachijojima tem uma cultura única bem preservada, e Miyakejima sofreu uma erupção vulcânica em 2001.
Durante o Período Edo, Nii-jima, Miyake-jima, e Hachijō-jima serviram como locais de exílio para criminosos.

### Ilhas
| Imagem                   | Nome Kanji                                        | Área km² | Pop.                      | Pico m | Nome do pico             | Coordenadas                   |
| ------------------------ | ------------------------------------------------- | -------- | ------------------------- | ------ | ------------------------ | ----------------------------- |
|                          | Izu Ōshima 伊豆大島                               | 91.06    | 8 179 (em 2009)           | 764    | Monte Mihara             | 34° 44′ N, 139° 24′ L         |
|                          | Toshima 利島                                      | 4.12     | 309 (em 2008)             | 508    | Miyatsuka                | 34° 31′ N, 139° 17′ L         |
|                          | Udone-shima 鵜渡根島                              | 0.4      | -                         | 210    |                          | 34° 28′ 21″ N, 139° 17′ 38″ L |
|                          | Nii-jima (com Hanshima e Jinai-tō) 新島           | 23.53    | 2007 (em 2009)            | 432    | Miyatsuka                | 34° 22′ N, 139° 16′ L         |
|                          | Shikine-jima 式根島                               | 3.9      | 600                       | 109    | Kambiki                  | 34° 19,5′ N, 139° 13′ L       |
|                          | Kōzu-shima 神津島                                 | 18.87    | 1952 (junho de 2017)      | 574    | Tenjō-zan                | 34° 13′ N, 139° 09′ L         |
|                          | Miyake-jima 三宅島                                | 55.48    | 2415 (1 de junho de 2016) | 815    | Oyama                    | 34° 05′ N, 139° 32′ L         |
|                          | Ōnohara-jima 大野原島                             | 0.02     | -                         | 114    | Koyasu                   | 34° 02′ 53″ N, 139° 23′ 02″ L |
|                          | Mikura-jima 御蔵島                                | 20.58    | 351 (setembro de 2009)    | 851    | Oyama                    | 33° 52,5′ N, 139° 36′ L       |
|                          | Inamba-jima 藺灘波島                              | 0.005    | -                         | 74     |                          | 33° 38′ 53″ N, 139° 18′ 08″ L |
| Subprefeitura de Hachijō |                                                   |          |                           |        |                          |                               |
|                          | Hachijō-jima 八丈島                               | 69.54    | 7522 (março de 2018)      | 854    | Nishiyama (Hachijō-Fuji) | 33° 07′ N, 139° 47′ L         |
|                          | Hachijō-kojima 八丈小島                           | 3.08     | -                         | 616.8  | Taihei-zan               | 33° 07′ 31″ N, 139° 41′ 18″ L |
|                          | Aogashima 青ヶ島                                  | 5.98     | 170 (janeiro de 2014)     | 423    | Maruyama (Ō-Toppu)       | 32° 27′ 29″ N, 139° 46′ 04″ L |
|                          | Rochedos Bayonnaise --- Myōjin-shō ベヨネース列岩 | 0.01     | -                         | 9.9    |                          | 31° 53′ 14″ N, 139° 55′ 03″ L |
|                          | Sumisu-tō 須美寿島                                | 0.02     | -                         | 136    |                          | 31° 26′ 13″ N, 140° 02′ 49″ L |
|                          | Tori-shima 鳥島                                   | 4.79     | -                         | 394    | Iō-zan                   | 30° 28′ 48″ N, 140° 18′ 22″ L |
|                          | Sōfu-iwa 孀婦岩                                   | 0.005    | -                         | 99     |                          | 29° 47′ 39″ N, 140° 20′ 31″ L |

Udone-shima foi habitada durante a Era Meiji

Hachijō-kojima está desabitada desde 1969 (na época a população era de 31 pessoas, atingiu 513 na Era Meiji)

Tori-shima, a maior das ilhas desabitadas, tinha uma população de 150 pessoas até 1902, quando todos foram mortos por uma erupção vulcânica. Desde então a ilha está desabitada.

## Geologia
Atividade vulcânica é frequente na área.  31 foram mortas quando o navio de pesquisa Kaiyō Maru no 5 foi destruído durante a erupção de 1953 do Myōjin-shō. A atividade vulcânica, incluindo o lançamento de gases nocivos, forçou a evacuação de Miyake-jima em 2000. Os residentes foram permitidos voltar permanentemente para a ilha em fevereiro de 2005, mas foi exigido que carregassem máscaras de gás em casos de futuras emissões vulcânicas.
Para lidar com os vários tipos de desastres naturais que ameaçam a região, incluindo tsunamis, tempestades, enchentes, e vulcânismo, o governo metropolitano de Tóquio desenvolveu medidas de prevenção e segurança, incluindo mapas de perigo e guias de evacuação, rádios, sinais, e um sistema de transporte para suprimentos de emergência.